# Ladenbergia rubiginosa
Ladenbergia rubiginosa är en måreväxtart som beskrevs av Bengt Lennart Andersson. Ladenbergia rubiginosa ingår i släktet Ladenbergia och familjen måreväxter. IUCN kategoriserar arten globalt som akut hotad. Inga underarter finns listade i Catalogue of Life.